# Wiegersen
Wiegersen is een plaats in de Duitse gemeente Sauensiek, deelstaat Nedersaksen, en telt 600 inwoners.